# 维克里-克拉克-格罗夫斯拍卖
维克里-克拉克-格罗夫斯拍卖（英語：Vickrey–Clarke–Groves auction）简称VCG拍卖，是一种对多件商品进行的密封投标拍卖法。在拍卖中，每个竞标者都需要提交自己的报价，但是不知道其他参与者的报价。这种拍卖机制以一种实现社会最优的方式分配商品，该机制根据每个人对其他竞标者造成的损失收取费用。在这样一种机制下，每个竞标者的最佳策略就是给出他们的真实估价。这种拍卖方式可以视为对多件商品进行維克里拍賣的一般方式。
这类拍卖是以威廉·维克里、爱德华·H·克拉克，以及西奥多·格罗夫斯的名字命名的，因为他们先后发表了论文对这种拍卖方式进行了概括及总结。
维克里-克拉克-格罗夫斯拍卖可以视为是维克里-克拉克-格罗夫斯机制的实际应用。

## 例子

### 两件商品和三个竞拍者
假设有三个竞拍者在竞拍两个苹果。
- 第一个竞拍者想买一个苹果，并出价5元。
- 第二个竞拍者也想买一个苹果，并出价2元。
- 第三个竞拍者想买两个苹果，出价6元，而且他不想只买一个苹果，宁可一个都不买。

相比于第三个竞拍者，第一个竞拍者和第二个竞拍者肯定能获得苹果。因为他们的总出价为{\displaystyle 2+5=7}（元），高于第三个人的六元。因此，在拍卖之后，第一个竞拍者获得了价值为5元的商品，第二个竞拍者则获得了2元的商品，第三个竞拍者由于什么也没有得到，因此获得了0元的商品。
接下来决定获胜者需要给多少钱：
- 对于第一个竞拍者：先假设一个不包括第一个竞拍者的拍卖，其结果将会是第三个竞拍者中标，产生社会总价值将会为6元。接下来计算去掉第一个竞拍者获得的价值之后，原拍卖（就是包含第一个竞拍者的拍卖）产生社会总价值将会为{\displaystyle 7-5=2}元。最后，用第一个值减去第二个值。因此，第一个竞拍者需要支付{\displaystyle 6-2=4}元。
- 对于第二个竞拍者：同理，最终结果是需要支付1元。
- 第三个竞拍者需要支付0元。

### 两个竞拍者
假设有{\displaystyle b_{1}}和{\displaystyle b_{2}}两个竞拍者以及{\displaystyle t_{1}}和{\displaystyle t_{2}}这两件商品，并且每个竞拍者只允许买一个商品。我们用{\displaystyle v_{i,j}}表示竞拍者{\displaystyle b_{i}}对商品{\displaystyle t_{j}}的估价。假设{\displaystyle v_{1,1}=10}、{\displaystyle v_{1,2}=5}、{\displaystyle v_{2,1}=5}并且{\displaystyle v_{2,2}=3}。由上可知，{\displaystyle b_{1}}和{\displaystyle b_{2}}均希望获得{\displaystyle t_{1}}，但是我们只能将{\displaystyle t_{1}}给{\displaystyle b_{1}}，并将{\displaystyle t_{2}}给{\displaystyle b_{2}}，从而实现社会最优分配，总效益为13。
如果{\displaystyle b_{2}}不参与竞标，那么{\displaystyle b_{1}}仍然会被分配到{\displaystyle t_{1}}，对于{\displaystyle b_{1}}而言，并没有获得更多的收益，因此{\displaystyle b_{2}}不需要交钱。
如果{\displaystyle b_{1}}不参与竞标，那么{\displaystyle b_{2}}会被分配到{\displaystyle t_{1}}，收益将会从3变为5，因此{\displaystyle b_{1}}需要交{\displaystyle 5-3=2}元。